# Laura Collett
Laura May Collett (Leamington Spa, 31 d'agost de 1989) és una genet britànica que competeix en la modalitat de concurs complet d'equitació.
El 2013, mentre competia en una competició de cross-country a Tweseldown, Hampshire, va caure del seu cavall Tis A Beauty que alhora va caure sobre d'ella. Víctima d'una punció de pulmó, una laceració del fetge, una fractura d'espatlla i dues costelles trencades, patint cinc aturades cardíaques abans de quedar sis dies en coma artificial. Algunes parts de la seva espatlla fracturada també van malmetre el seu nervi òptic dret després de transitar pel corrent sanguini i va perdre part de la seva visió lateral.
Va participar en dos Jocs Olímpics d'Estiu, obtenint tres medalles, or a Tòquio 2020 en la prova per equips (juntament amb Tom McEwen i Oliver Townend) i dos a París 2024 or per equips (amb Rosalind Canter i Tom McEwen) i bronze individual.
També ha guanyat una medalla d'or en el Campionat Europeu de Concurs Complet de 2023.

## Palmarès internacional
| Jocs Olímpics     | Jocs Olímpics          | Jocs Olímpics | Jocs Olímpics |
| Any               | Lloc                   | Medalla       | Categoria     |
| ----------------- | ---------------------- | ------------- | ------------- |
| 2020              | Tòquio Japó            | 1             | Per equips    |
| 2024              | París França           | 1             | Per equips    |
| 2024              | París França           | 3             | Individual    |
| Campionat Europeu |                        |               |               |
| Any               | Lloc                   | Medalla       | Categoria     |
| 2023              | Le Pin-au-Haras França | 1             | Per equips    |